# Opfikon
Opfikon es una ciudad y comuna suiza del cantón de Zúrich, situada en el distrito de Bülach. Limita al norte con la comuna de Kloten, al este y sureste con Wallisellen, al suroeste con Zúrich, y al oeste con Rümlang.

## Transportes
Ferrocarril
Cuenta con una estación ferroviaria donde efectúan parada trenes pertenecientes a la red S-Bahn Zúrich.